# Nora Lilian Alcock
Pour les articles homonymes, voir Alcock.
Nora Lilian Alcock (née Nora Lilian Scott, connue aussi sous les noms de Nora Lilian Lepart Alcock, Nora Lilian Leopard Alcock et Nora Lilian Leppard Alcock), née le 18 août 1874 à Hampstead (Middlesex), et morte le 31 mars 1972 dans le Berkshire, est une mycologue britannique autodidacte, pionnière dans le domaine de la pathologie végétale.

## Biographie
Nora Lilian Scott est née le 18 août 1874 à Hampstead (Middlesex). Elle passe son enfance en Égypte où son père, John Scott (en), est avocat et conseiller juridique auprès du khédive,. Elle reçoit principalement un enseignement à domicile, avec des séjours à Boston et en Égypte. En 1905, elle épouse Nathaniel H. Alcock ; son mari, médecin spécialisé en radiologie, étant nommé professeur de physiologie à l'université McGill à Montréal, le couple émigre au Canada ; en 1913, son mari meurt d'une leucémie et Nora rentre en Grande-Bretagne avec leurs quatre enfants.

## Carrière
À son retour à Londres, Nora Lilian Alcock travaille brièvement dans un hôpital avant d'être engagée au nouveau laboratoire de pathologie végétale du ministère de l'agriculture dans les Jardins botaniques royaux de Kew. Durant la Première Guerre mondiale, la concurrence masculine étant réduite et les postes scientifiques plus accessibles aux femmes, elle a l'occasion de se former en mycologie auprès de John Fryer (en), directeur du laboratoire, de John Ramsbottom au Musée d'histoire naturelle de Londres et de Helen Gwynne-Vaughan. En 1924, elle est nommée à la tête du laboratoire de pathologie végétale créé par le département d'agriculture écossais au jardin botanique royal d'Édimbourg. Ses travaux portent principalement sur une maladie du fraisier, dont elle isole l'agent, Phytophthora fragariae (en), qui ne sera identifié qu'en 1940, ce qui lui vaut la distinction de l'ordre de l'Empire britannique. Elle expérimente des méthodes de contrôle de la maladie et essaie de développer des variétés résistantes.
Pionnière en pathologie végétale, première femme nommée à un poste aussi élevé dans un milieu scientifique dominé par les hommes, Nora Alcock ne fait pas de recherche fondamentale, mais elle cherche des solutions pratiques aux problèmes,. Elle est aussi active au sein de Fédération nationale des clubs professionnels et féminins (en) et de la section d'Édimbourg du Soroptimist.
Retraitée en 1937, elle enseigne la botanique aux prisonniers de guerre durant la Seconde Guerre mondiale.

## Honneurs
Nora Lilian Alcock est reçue membre de la Linnean Society of London en 1922 et en 1935 elle reçoit le titre de membre de l'Ordre de l'Empire britannique (MBE).
Une plaque portant la mention « Women of Achievement, Lilian Alcock, Plant Pathologist » est apposée sur la façade du bâtiment principal du Jardin botanique royal d'Edimbourg,,.

### Note
1. ↑  Cette plaque fait partie d'un itinéraire commémorant les 24 femmes les plus remarquables d'Édimbourg (voir Edinburgh Women's Achievement Trail : A Guide to the Location of the Plaques of 24 of Edinburgh's Most Outstanding Women sur Google Livres).